# ГЕС Akköy 1
ГЕС Akköy 1 – гідроелектростанція на півночі Туреччини. Знаходячись між ГЕС Kürtün (вище по течії) та ГЕС Доганкент, входить до складу каскаду на річці Harşit Çayı, яка впадає до Чорного моря на східній околиці міста Тиреболу.
В межах проекту річку перекрили греблею із ущільненого котком бетону висотою 53 метри та довжиною 141 метр, яка потребувала  91 тис м3 матеріалу (в т.ч. 16 тис м3 для водоскидної структури). На час будівництва воду відвели за допомогою тунелю довжиною 0,5 км з діаметром 5 метрів. Гребля утримує водосховище з площею поверхні 0,12 км2 та припустимим коливанням рівня між позначками 530 та 545 метрів НРМ.
Зі сховища через лівобережний гірський масив прокладено дериваційний тунель довжиною 12,4 км з діаметром 6 метрів, який після запобіжного балансувального резервуару переходить у короткий напірний водовід до розташованого за 0,2 км машинного залу. Останній розташований на одному майданчику з аналогічною спорудою ГЕС Akköy 2, котра живиться за рахунок деривації ресурсу зі сточища річки Ozluce Deresi (впадає до Чорного моря на захід від Тиреболу).
Основне обладнання станції становлять три турбіни типу Френсіс потужністю по 34,5 МВт, які при напорі у 162 метри повинні забезпечувати виробництво 316 млн кВт-год електроенергії на рік.